# (12440) Koshigayaboshi
(12440) Koshigayaboshi est un astéroïde de la ceinture principale.

## Description
(12440) Koshigayaboshi est un astéroïde de la ceinture principale. Il fut découvert le 11 février 1996 à Kitami par Kin Endate et Kazuro Watanabe. Il présente une orbite caractérisée par un demi-grand axe de 3,06 UA, une excentricité de 0,04 et une inclinaison de 12,1° par rapport à l'écliptique.

## Compléments